# Russ Schoene
Russell Allen Schoene, detto Russ (Trenton, 16 aprile 1960), è un ex cestista e allenatore di pallacanestro statunitense, professionista nella NBA e in Italia.

## Carriera
Ha iniziato la carriera all'università di Tennessee-Chattanooga, con la quale ha partecipato al torneo NCAA del 1982, del quale è stato nominato MVP. Nell'arco del suo anno da senior ha totalizzato 13,6 punti e 7 rimbalzi di media.

Schoene e Dino Meneghin

Scelto al 2º giro dai Philadelphia 76ers, ha disputato 4 stagioni tra i professionisti, con 5,1 punti per partita.
In Italia ha vestito le divise di Milano, Verona, Napoli e, a fine carriera, Virtus Bologna. È stato assistant coach all'Università di Washington.

## Palmarès
- Campionato italiano: 3

Olimpia Milano: 1984-85, 1985-86
Virtus Bologna: 1993-94
- Coppa Italia: 2

Olimpia Milano: 1986
Scaligera Verona: 1991
- Coppa Korać: 1

Olimpia Milano: 1984-85
- Campionato NBA: 1

Philadelphia 76ers: 1983